# Сумерки (фильм, 1957)
«Сумерки» (англ. Nightfall) — фильм нуар режиссёра Жака Турнёра, вышедший на экраны в 1957 году.
В основу сюжета картины положен одноимённый роман известного детективного автора Дэвида Гудиса, впервые изданный в 1947 году. Фильм рассказывает о рекламном художнике Джеймсе Вэннинге (Альдо Рэй), которого в Лос-Анджелесе находит пара грабителей и убийц (Руди Бонд и Брайан Кит), рассчитывая получить с него похищенные ими несколько месяцев назад 350 тысяч долларов. Поиском этих денег занят также следователь страховой компании (Джеймс Грегори), который следит за Вэннингом. Используя ничего не подозревающую манекенщицу (Энн Бэнкрофт), бандиты ловят Вэннинга и, угрожая пытками, заставляют назвать место в горах Вайоминга, где он спрятал чемодан с деньгами. Действие картины переносится в Вайоминг, где происходит решающее столкновение между Вэннингом, бандитами и следователем.
Фильм знаменателен эффектными натурными съёмками оператора Бёрнетта Гаффи в долине Джексон Хоул в Вайоминге, а также определёнными параллелями с лучшим фильмом нуар режиссёра Жака Турнёра «Из прошлого» (1947).

## Сюжет
На одной из автобусных остановок на Голливудском бульваре в Лос-Анджелесе к молодому мужчине, Джеймсу (Джиму) Вэннингу (Альдо Рэй), подходит человек (Джеймс Грегори) с просьбой закурить. Между ними завязывается непринуждённый разговор, из которого выясняется, что Джим служил в военно-морском флоте, но вскоре подходит автобус, и собеседник Джима уезжает. Выясняется, что этим собеседником был страховой следователь Бен Фрейзер, который тайно следит за Джимом уже в течение трёх месяцев в надежде вернуть 350 тысяч долларов, которые тот предположительно украл из банка. Вернувшись домой, Фрейзер делится со своей женой (Джослин Брандо) сомнениями в том, что Джим действительно является грабителем.
Тем временем Джим заходит в соседний бар, где с ним знакомится Мари Гарднер (Энн Бэнкрофт), которая просит у него пять долларов взаймы, так как не может найти свой кошелёк. После того, как она показывает ему свои водительские права и обещает выслать ему деньги на следующее утро, Джим даёт ей пять долларов и приглашает на ужин. За ужином Мари рассказывает, что она работает манекенщицей, Джим говорит, что он свободный художник, который зарабатывает на жизнь разработкой рекламной продукции, а свободное время занимается творчеством. Он приглашает Мари на следующий день позировать для его новой картины. Мари записывает Джиму свой адрес и телефонный номер, и они договариваются о встрече на следующий день в 15.00 в магазине «Робинсонс», где она будет представлять новую коллекцию одежды.
Пока Мари и Джим прощаются на улице у входа в ресторан, к нему подходят двое мужчин пугающего вида — Рэд (Руди Бонд) и Джон (Брайан Кит) — и, угрожая оружием, заталкивают его в свою машину. Джим заключает, что Мари работает на этих бандитов, однако Мари думает, что они полицейские, которые попросили её помочь задержать Джима как опасного преступника. В действительности именно Рэд и Джон в своё время ограбили банк, а теперь требуют, чтобы Джим им сказал, где он спрятал похищенные деньги. Когда Джим отказывается, утверждая, что ничего не знает, они вывозят его на огромное безлюдное поле, усеянное нефтяными вышками, угрожая изуродовать его одним из нефтяных буров.
В этот момент Джим вспоминает, с чего начиналась эта история:
…Однажды Джим, который в то время жил в Чикаго, вместе со своим более взрослым другом, чикагским доктором Эдвардом Гёрстоном (Фрэнк Альбертсон) отправился на охоту и рыбалку в заснеженные горы в районе Джексон-Хоул в штате Вайоминг. Когда они жарили рыбу на берегу реки, и Эдвард делился с Джимом своей озабоченностью отношениями с женой, которая на двадцать лет моложе него, они вдруг увидели, как на пустынной трассе заносит несущуюся машину, которая вылетает с дороги и несколько раз переворачивается. Эдвард берёт свой медицинский чемоданчик и вместе с Джимом спешит на помощь, однако пассажиры перевернувшейся машины самостоятельно выбираются из неё и выходят на дорогу, ими оказываются Рэд и Джон. После того, как Эдвард констатирует у Джона перелом руки и делает ему перевязку, Рэд угрожая им оружием, забирает у Джима бумажник с документами, выясняя его фамилию — Рэйбёрн…
Действие возвращается в настоящее время. Под угрозой пыток Джим признаётся, что портфель с деньгами он бросил в горах Вайоминга недалеко от месте их первой встречи. Рэд хочет застрелить Джима, упираясь дулом пистолета ему в живот, однако Джон бьёт его по руке, говоря, что Джим им ещё нужен. В возникшем замешательстве Джим в драке разбрасывает обоих бандитов, садится в их машину и скрывается.
В три часа ночи избитый Джим приезжает домой к Мари, требуя от неё объяснений и предполагая, что она помогала бандитам из-за денег. Мари со своей стороны говорит, что, судя по его виду и потому, что на него охотятся, это он сделал что-то противозаконное, и просит объяснить, какие у него проблемы с полицией. Джим понимает, что Мари помогала бандитам, потому что думала, что они из полиции. Вспомнив, что преступники забрали записку с её адресом, Джим предлагает ей немедленно собираться и бежать вместе с ним, потому что бандиты скоро будут у неё дома.
Джим рассказывает Мари всю историю, которая приключилась с ним и его другом Эдвардом прошлой зимой в Вайоминге:
… Джон и Рэд заставили их сесть в машину, и они подъехали к месту, где те разбили лагерь. Рэд предложил убить Эдварда и Джима, представив дело так, что один случайно застрелил другого, а затем покончил жизнь самоубийством. Джон объясняет двум пленникам, что только что они удачно ограбили банк, похитив более 300 тысяч долларов и не оставив никаких следов, и им не нужны люди, которые смогут их опознать. После этого Рэд берёт охотничье ружьё и убивает Эдварда. Затем Рэд передаёт ружьё Джиму и под угрозой оружия требует, чтобы тот застрелился. Однако Джим разворачивается и пытается убить Рэда, но тот успевает выстрелить первым, попадая Джиму в голову. Решив, что Джим мёртв, Рэд забирает чемоданчик и уходит. Однако пуля преступника всего лишь содрала кожу на черепе Джима, который после выстрела упал, и, ударившись, потерял сознание…
Когда рассказ Джима доходит до этого момента, Мари в знак сочувствия целует его в щёку. В этот момент Джим видит в окно, что к дому подъезжает машина с бандитами. Джим и Мари убегают по лестнице через задний вход её многоэтажного дома. Не застав никого дома, бандиты находят в портфолио Мари адрес её модельного агентства. Тем временем Джим проводит Мари в свою комнату, за которой из окна противоположного дома наблюдает Фрейзер, который чувствует, что скоро Джим со своей партнёршей собирается куда-то уехать, и просит по телефону жену собрать на всякий случай его вещи.
Тем временем Джим говорит Мари, что ждал почти полгода, когда откроются заблокированные снегом дороги, чтобы вернуться в горы и забрать чемоданчик с деньгами, который всю зиму был спрятан в сугробах. Джим считает, что если он найдёт и сдаст деньги в полицию, то полиция снимет с него подозрения в ограблении и убийстве. Так как уже в течение двух недель в горах работают снегоочистители, значит, по словам Джима, по графику завтра можно будет отправляться в Джексон Хоул.
Джим продолжает свой рассказ о том, что случилось с ним в Вайоминге дальше:
…Придя в сознание, он взял чемоданчик Дока, чтобы обработать свою рану, обнаружив, что на самом деле это сумка с деньгами, а бандиты второпях забрали сумку Дока. В этот момент, увидев возвращающуюся машину, Джим схватил сумку и убежал в горы. Бандиты двинулись по его следам на снегу, но в том месте, где Джим прошёл несколько сотен метров по реке, бандиты потеряли его след. Джим добрёл до небольшой охотничьей хижины, и, насколько он помнит, бросил сумку где-то поблизости. Вскоре начался сильный снегопад, который засыпал сумку толстым слоем снега. Пока Джим добирался до ближайшего населённого пункта, егерь уже нашёл тело Эдварда и ружьё с отпечатками пальцев Джима. Полиция объявила его в розыск, а Джим решил скрыться, так как боялся, что ему нечем будет доказать свою непричастность к преступлениям, пока он не вернёт деньги. Более того, полиция нашла в чикагской квартире Джима несколько любовных писем, адресованных ему женой Эдварда, подозревая, что это их связь могла стать мотивом для убийства, хотя, по словам Джима, у него не было с ней никакого романа. Джим скрылся от властей, переезжая с места на место, меняя имена и профессии, и, наконец, осел в Лос-Анджелесе под фамилией Джеймс Вэннинг.
На следующее утро Джим покупает два билета на вечерний автобус в Джексон Хоул и обратно, в этот момент за ним следит Фрейзер. Днём, когда Мари дефилирует по подиуму во время шоу мод на открытой площадке магазина «Робинсонс», она видит в зрительном зале Джона и Рэда. Когда через некоторое время подъезжает Джим, Мари срывается с подиума прямо в дизайнерском платье и бежит к нему, чтобы предупредить об опасности. Они ловят такси и, обмениваясь сумбурными репликами и целуясь, отправляются на автовокзал. Следом за ними следует Фрейзер, который также приобрёл билет на их автобус до Джексон Хоула. Когда следующим утром автобус останавливается на завтрак в одном из придорожных заведений в штате Юта, Фрейзер подходит к Джиму в туалетной комнате, напоминая, что пару дней назад тот давал ему закурить на Голливудском бульваре.
Добравшись до Джексон Хоула, Джим поручает Мари взять напрокат машину, а сам ожидает её около местной церкви. В этот момент к нему подходит Фрейзер, называя Джима его настоящим именем Арт Рэйбёрн и сообщая, что он страховой следователь, нанятый с тем, чтобы вернуть похищенные из банка деньги. Когда Джим умоляет Фрейзера арестовать его, тем самым положив конец его кошмару, тот доверительно говорит, что считает Джима невиновным. Фрейзер обнаружил на месте убийства Эдварда гильзы, которые совпали с теми, что были найдены при ограблении банка, и это были гильзы не от ружья, из которого Джим якобы убил Эдварда. После этого Джим и Фрейзер находят полное взаимопонимание, и вместе с Мари отправляются за деньгами втроём.
Добравшись до места, они видят на снегу следы, ведущие к хижине. Около хижины Джим определяет место, где он оставил сумку с деньгами, но её там нет. Неожиданно из хижины выходят вооружённые Джон и Рэд с сумкой в руке. Чтобы не создавать шума выстрелами, Рэд по приказу Джона связывает Фрейзера и Мари, рассчитывая, что они замёрзнут насмерть, однако Джима из ненависти он хочет застрелить. Когда Джон, угрожая оружием, мешает своему сообщнику сделать это, Рэд его убивает. Сразу после этого Фрейзер отвлекает внимание Рэда, а Джим выпрыгивает в окно, хватает ружьё Джима и убегает. Рэд начинает стрелять ему в след, но так и не попадает в него. Израсходовав все патроны, Рэд забирается в стоящую поблизости снегоуборочную машину и заводит двигатель. Джим запрыгивает в салон вслед за ним, и пока между ними начинается борьба, неуправляемая машина надвигается на хижину со связанными Мари и Фрейзером, но в последний момент Джиму удаётся отвернуть руль. Джим и Рэд вываливаются из движущейся машины на снег, продолжая драку. В конце концов, Джиму удаётся захватить инициативу и несколькими ударами обездвижить Рэда. Когда снегоочиститель подходит к ним вплотную, Джиму успевает отпрыгнуть в сторону, а Рэд попадает под отвал машины, и его давит насмерть. Джим развязывает Мари и Фрейзера, и они вместе с деньгами направляются в сторону посёлка.

## В ролях
- Альдо Рэй — Джеймс Вэннинг
- Брайан Кит — Джон
- Энн Бэнкрофт — Мари Гарднер
- Джослин Брандо — Лора Фрейзер
- Джеймс Грегори — Бен Фрейзер
- Фрэнк Альбертсон — доктор Эдвард Гёрстон
- Руди Бонд — Рэд

## Создатели фильма и исполнители главных ролей
Как отмечает историк кино Джефф Стаффорд, фильм "поставлен по роману Дэвида Гудиса, творчество которого послужило основой для многих фильмов нуар, среди них «Чёрная полоса» (1947), «Неверная» (1947), «Взломщик» (1957) и «Стреляйте в пианиста» (1960) Франсуа Трюффо. По мнению Артура Лайонса, «Гудис является примером автора крутых детективов, которому не было воздано должное, даже несмотря на то, его творчеству посвящались научные исследования и несколько его романов были переработаны в хорошо известные фильмы нуар». После того, как в 1946 году Хамфри Богарт добился на студии «Уорнер бразерс» постановки фильма нуар «Чёрная полоса» по его роману Гудиса, «студия предложила Гудису трёхлетний контракт в качестве сценариста, который также позволял ему шесть месяцев в году работать над новыми романами». Это был успешный период его творчества, «когда был опубликован один из его лучших романов „Сумерки“ (1947). Десять лет спустя он был переработан в отличный фильм нуар». Впоследствии большой интерес к перенесению на экран романов Гудиса проявили французские кинематографисты. После того, как в 1960 году Франсуа Трюффо поставил фильм «Стреляйте в пианиста» (1960), последовали картины «Взломщики» (1971) Анри Вернея, «Бег зайца через поля» (1972) Рене Клемана и «Луна в сточной канаве» (1983) Жана-Жака Бенекса. Стаффорд также обращает внимание, что "сценарист фильма Стерлинг Силлифант в 1968 году завоюет Оскар за лучший сценарий криминальной драмы «Душной южной ночью» (1967) и напишет некоторые из самых крупных блокбастеров 1970-х годов — «Приключения „Посейдона“» (1972) и «Вздымающийся ад» (1974)".
По словам кинокритика Брюса Эдера, "Жак Турнёр был режиссёром, полным сюрпризов, что в полной мере подтверждает и этот фильм — он и ранее создавал великолепные образцы в жанре фильм нуар, вспомните классический «Из прошлого» (1947) и «Человек-леопард» (1943). К числу наиболее значимых картин Турнёра относятся также сделанные в сотрудничестве с Вэлом Льютоном психологические фильмы ужасов «Люди-кошки» (1942) и «Я гуляла с зомби» (1943), а позднее — «Ночь демона» (1957). В жанре, близком нуару, Турнёр также поставил такие картины, как «Рискованный эксперимент» (1944), «Берлинский экспресс» (1948) и «Круг опасности» (1951).
Как полагает Стаффорд, «судя по ранним фильмам Энн Бэнкрофт, большинство людей никогда бы не смогли предсказать, что однажды она станет столь признанной театральной и киноактрисой и соберёт в общей сложности пять номинаций на Оскар как лучшая актриса. Её актёрская карьера началась на телевидении, где она первоначально взяла имя Анна Марно (её настоящее имя — Анна Мариа Луиза Италиано), но когда она подписывала контракт со киностудией „Двадцатый век Фокс“ в 1952 году, она сменила имя на Энн Бэнкрофт, „потому что это звучало благородно“. Хотя её кинодебют в фильме нуар „Можно входить без стука“ (1952) с Ричардом Уидмарком и Мерилин Монро был многообещающим, её последующие картины относились главным образом к категории В, среди них приключенческий фильм „Сокровище золотого кондора“ (1953), фильмы нуар „Горилла на свободе“ (1954), „Тайны Нью-Йорка“ (1955), „Нагая улица“ (1955) и восхитительно мерзкий „Девушка в чёрных чулках“ (1957)». На этом пути было несколько ярких пятен, и одним из них был превосходный низкобюджетный триллер Жака Турнёра «Сумерки» (1957)". В 1963 году Бэнкрофт завоевала Оскар за роль учительницы, обучающей общению с миром слепо-глухо-немую девочку в биографической драме «Сотворившая чудо» (1962). Впоследствии она ещё четырежды номинировалась на Оскар как лучшая актриса в фильмах «Пожиратель тыкв» (1964), «Выпускник» (1967), «Поворотный пункт» (1977) и «Агнесса божья» (1985).
Альдо Рэй сыграл главные роли, в частности, в военных драмах «Боевой клич» (1955), «Три полосы на солнце» (1955), «Люди на войне» (1957) и «Нагие и мёртвые» (1958), а также в криминальных драмах «Четверо отчаянных мужчин» (1959), «День, когда ограбили Банк Англии» (1960), «Бег зайца через поля» (1972) и «Человек, который не умрёт» (1975).

## Оценка фильма критикой

### Общая оценка фильма
Фильм получил одобрительные отзывы критики, удостоившись многочисленных сравнений с наиболее удачной картиной Жака Турнёра — «Из прошлого» (1947). Киновед Спенсер Селби назвал фильм «параноидальным триллером, который как будто возвращает Турнёра в ту область, которую он исследовал в картине „Из прошлого“». Джефф Майер считает, что этот фильм «стал самым значимым фильмом нуар Турнёра 1950-х годов… Он сходен с „Из прошлого“ в том, как использует флэшбеки и тематические параллели между городом и сельской местностью. Однако „Сумерки“ не достигает совершенства „Из прошлого“, и его оптимистичный финал не несёт то чувство утраты, которым пронизано „Из прошлого“».
Журнал «TimeOut» назвал картину «превосходной адаптацией романа Дэвида Гудиса», а в сравнении с «Из прошлого» — «небольшим, но не менее захватывающим фильмом». Деннис Шварц обратил внимание на «блестящее переложение Стерлингом Силлифантом романа Дэвида Гудиса в сценарий», далее отметив, что «Жак Турнёр добился максимума в этом небольшом фильме нуар о параноике, преследуемом своим прошлым, который не может в полной мере понять, как он попал в столь тяжёлое положение, где его преследуют как правоохранительная система, так и два опасных преступника».
По мнению Майкла Кини, «это быстрый и доставляющий удовольствие фильм», а Брюс Эдер полагает, что «фильм столь же хорош, как любой криминальный фильм или триллер той эпохи», далее отмечая: «Не идя на компромисс в плане экшна, саспенса или темпа повествования, Турнёр представляет фильм, насыщенный богатым содержанием и психологическими характеристиками, большим количеством мрачного юмора и несколькими ключевыми продолжительными эпизодами-флэшбеками, которые оказываются точно на своём месте, полностью ломая ожидания публики, при этом не замедляя темп и не ослабляя интерес зрителя».

### Нуаровые особенности фильма

#### Жанровые особенности
Критик Джэй Сивер обращает внимание на то, что «фильм не озабочен чистотой жанра, порой угрожая стать почти что беззаботным фильмом об ограблении. Хотя фильм по стандартам нуара сравнительно счастливый, тем не менее, Вэннинг оказывается в довольно-таки отвратительной ситуации». Далее Сивер пишет, что «Турнёр плавно входит во флэшбеки и выходит из них, и знает, когда можно отступить и дать актёрам делать своё дело», и хотя картина «немного хромает, но всё же срабатывает. Это приятная вариация в рамках циничного стиля фильмов нуар». Резюмируя своё мнение, Сивер пишет: «На счету Турнёра есть несколько впечатляющих достижений, но также хватает и посредственных работ, а этот фильм оказывается где-то посередине».

#### Нуаровый герой фильма
Кинокритик Алан Сильвер утверждает, что даже несмотря на то, что часть фильма происходит среди покрытых ярким снегом пейзажей, главный герой фильма — «типично нуаровый» и «его проблема — типично нуаровая. Хотя Вэннинг является жертвой нескольких случайных неудач, его паранойя существенно усугубляет его ситуацию. Турнёр переносит рассказ о неудачах, ставших первопричиной проблем героя, во флэшбэки в середине фильма; но не передаёт их с точки зрения Вэннинга. Скорее в них отражена борьба Вэннинга за понимание того, как столь жестокие и в принципе простые события прошлого поставили его в столь опасное и сложное положение».

#### Городская среда и сельская местность в фильме. Операторская работа
Стаффорд подчёркивает, что «в отличие от большинства фильмов нуар, действие которых происходит исключительно в городской среде, повествование этой картины разделено между городом и сельской местностью». В этом плане «серьёзную поддержку успеху фильма обеспечивает великолепная чёрно-белая операторская работа Бёрнетта Гаффи, который находит угрозу и опасность посреди зимних пейзажей и обширных открытых пространств сельского Вайоминга, а… такие знакомые, неопасные машины, такие как снегоочиститель или нефтяной бур приобретают зловещий смысл в параноидальной вселенной Вэннинга». Журнал «TimeOut» также обращает внимание на «безупречно введённый в картину символизм (потрясающая операторская работа Гаффи на протяжении всего фильма), где тёмные городские улицы уступают место просторным снежным пейзажам, когда герой вступает на путь отчаянного поиска своей утерянной невинности». По мнению Шварца, «замечательная по сложности операторская работа Гаффи усиливает гнетущее ощущение от и без того напряжённого повествования. Его натурные дневные съёмки зимнего Вайоминга обозначают опасность по контрасту с освещённым неоном тёмными ночными городскими улицами, которые обозначают безопасность».

#### Использование флэшбеков
«TimeOut» отмечает «серию флэшбеков, сделанных красиво и в хорошем темпе (подобно тому, как это было в „Из прошлого“), которые удачно описывают характерного для Гудиса героя, идеально воплощённого Рэем в роли крупного, дружелюбного пса, который скалит зубы в момент угрозы». Стаффорд также считает, что «фильм имеет некоторое сходство с фильмом „Из прошлого“ в том, как действие переносится из настоящего в прошлое и обратно, и в том, как главный герой пытается очистить своё имя от обвинения в убийстве, отправляясь в путь к своему самооправданию».

#### Наиболее интересные сцены фильма
По мнению Стаффорда, «одной из лучших сцен фильма, которая показывает хичкоковское чувство юмора, при этом наращивает саспенс», является эпизод, в котором «Мари неожиданно срывается с дефиле, чтобы предупредить Вэннинга, когда замечает двух его преследователей в зрительном зале. Вид Бэнкрофт, сбегающей на высоких каблуках с того, что в 1957 году было шоу мод, завершается энергичным и нелогичным разговором между Мари и Вэннингом в такси». Эдер считает, что «темп картины немного падает сразу после середины, в сцене демонстрации мод, которая, наверное, на две минуты длиннее, чем стоило бы», тем не менее «она подготавливает финальный эпизод погони, настолько напряжённой (на многих уровнях) и жестокой, насколько только можно было увидеть в фильмах того времени».

### Основные персонажи и оценка игры актёров
Эдер отмечает, что «выдающаяся игра всего актёрского состава превосходит все ожидания». Далее он пишет, что в фильме «много насилия, исходящего от одного паталогически садистского персонажа (которого играет Руди Бонд, взятый на роль полностью вопреки своему амплуа, но очень удачно), который на пару с Альдо Рэем выдаёт одну из своих лучших ролей, доминируя на экране и в экшне». По мнению Кини, «Бонд отличен в роли психопатического банковского грабителя, которому не терпится прикончить Рэя», в то время, как сам «Рэй не интересен в главной роли». Стаффорд обращает внимание на «введение в сюжет фильма Мари, что едва ли было правдоподобным», однако «Бэнкрофт делает свою героиню живой и изобретательной, обеспечивая резкий контраст по сравнению с измождённым и угрюмым героем Рэя».